# Scopula nigroapicata
Scopula nigroapicata är en fjärilsart som beskrevs av Thierry-mieg 1892. Scopula nigroapicata ingår i släktet Scopula och familjen mätare. Inga underarter finns listade.